# 緬甸邊防警察
邊防警察，是緬甸警察部門中專門從事邊境安全的部門。邊防警察在若開邦北部開展活動，尤其活躍於孟加拉國-緬甸邊境，原因是羅興亞人不斷逃離緬甸前往孟加拉國和東南亞逃避宗教暴力。除邊境安全外，邊防警察還負責設置檢查站並記錄若開邦境內羅興亞人的行動。
他們經常被若開羅興亞救世軍攻擊。